# Панамериканский чемпионат по самбо 2020
Панамериканский чемпионат по самбо 2020 года предполагалось провести в Кали (Колумбия) 3-5 июля. Однако впоследствии чемпионат был перенесён из-за пандемии коронавируса. Впоследствии это решение было пересмотрено, а сам чемпионат отменён.